# Équipe d'Argentine de football à la Copa América 1946
L'équipe d'Argentine de football participe à sa 18e Copa América lors de l'édition 1946 qui a eu lieu en Argentine du 12 janvier au 10 février 1946.

## Résultats
Les six équipes participantes sont réunies au sein d'une poule unique où chaque formation rencontre une fois ses adversaires. À l'issue des rencontres, l'équipe classée première remporte la compétition.
|   | Équipe    | Pts | J | G | N | P | BP | BC | Diff |
| - | --------- | --- | - | - | - | - | -- | -- | ---- |
| 1 | Argentine | 10  | 5 | 5 | 0 | 0 | 17 | 3  | +14  |
| 2 | Brésil    | 7   | 5 | 3 | 1 | 1 | 13 | 7  | +6   |
| 3 | Paraguay  | 5   | 5 | 2 | 1 | 2 | 8  | 8  | 0    |
| 4 | Uruguay   | 4   | 5 | 2 | 0 | 3 | 11 | 9  | +2   |
| 5 | Chili     | 4   | 5 | 2 | 0 | 3 | 8  | 11 | -3   |
| 6 | Bolivie   | 0   | 5 | 0 | 0 | 5 | 4  | 23 | -19  |

| 12 janvier | Argentine | 2 | 0 | Paraguay |
| 19 janvier | Argentine | 7 | 1 | Bolivie  |
| 26 janvier | Argentine | 3 | 1 | Chili    |
| 2 février  | Argentine | 3 | 1 | Uruguay  |
| 10 février | Argentine | 2 | 0 | Brésil   |

### Matchs
| 12 janvier 1946 | Argentine                   | 2 – 0 | Paraguay | Stade Monumental (Buenos Aires)                        |                                                        |
| | De la Mata 6e · Martino 43e | (2 - 0) |          | Spectateurs : 70 000 Arbitrage : Mário Silveira Vianna | Spectateurs : 70 000 Arbitrage : Mário Silveira Vianna |
| Vacca - Salomón ( 57e Marante), Sobrero - Sosa, Strembel, Ramos - Boyé ( 40e), De la Mata ( 69e Méndez), Pontoni, Martino, Loustau | Équipes                     | S. García - Hugo, Casco - I. García, Ramírez, Coronel ( Cantero) - Calonga, Rodríguez ( Marín), Sánchez ( Rolón), Benítez Cáceres, Villalba ( 40e) |          | Spectateurs : 70 000 Arbitrage : Mário Silveira Vianna | Spectateurs : 70 000 Arbitrage : Mário Silveira Vianna |

| 19 janvier 1946                                                                                   | Argentine                                                           | 7 – 1 | Bolivie    | Stade Gasómetro (Buenos Aires)                  |                                                 |
|                                                                                                   | Labruna 34e, 89e · Méndez 39e, 60e · Salvini 75e, 84e · Loustau 79e | (2 - 0) | Peredo 67e | Spectateurs : 65 000 Arbitrage : Higinio Madrid | Spectateurs : 65 000 Arbitrage : Higinio Madrid |
| Vacca - Salomón, Sobrero - Fonda, Strembel, Pescia - Salvini, Méndez, Pedernera, Labruna, Loustau | Équipes                                                             | Arraya - Alcha, Bustamante - Vargas, Fernández, Calderón - González, Ortega, Tapia ( Inchausti), Peredo, Orgaz ( Garzón) |            | Spectateurs : 65 000 Arbitrage : Higinio Madrid | Spectateurs : 65 000 Arbitrage : Higinio Madrid |

| 26 janvier 1946                                                                                                  | Argentine                        | 3 – 1 | Chili         | Stade Monumental (Buenos Aires)                  |                                                  |
| | Labruna 39e, 60e · Pedernera 65e | (1 - 0) | Alcántara 85e | Spectateurs : 80 000 Arbitrage : Nobel Valentini | Spectateurs : 80 000 Arbitrage : Nobel Valentini |
| Vacca - Salomón, Sobrero - Fonda, Strembel, Pescia - Salvini ( 12e Pontoni), Méndez, Pedernera, Labruna, Loustau | Équipes                          | Fernández - Salfate, López - Las Heras, Sepúlveda, Carvallo - Castro ( Alcántara), Cremaschi, Mancilla ( Araya), Vera ( Peñaloza), Medina |               | Spectateurs : 80 000 Arbitrage : Nobel Valentini | Spectateurs : 80 000 Arbitrage : Nobel Valentini |

| 2 février 1946 | Argentine                                | 3 – 1 | Uruguay      | Stade Gasómetro (Buenos Aires)                         |                                                        |
| | Pedernera 32e · Labruna 46e · Méndez 72e | (1 - 0) | Riephoff 59e | Spectateurs : 80 000 Arbitrage : Mário Silveira Vianna | Spectateurs : 80 000 Arbitrage : Mário Silveira Vianna |
| Vacca - Salomón, Sobrero - Fonda ( 65e Sosa), Strembel ( 65e Ongaro), Pescia - De la Mata, Méndez, Pedernera, Labruna, Loustau | Équipes                                  | Máspoli - Pini, Tejera - Sabatel ( 77e), Varela ( 46e Durán), Cajiga - Volpi, Medina ( 73e Gómez), García ( 80e Schiaffino), Riephoff, Zapirain |              | Spectateurs : 80 000 Arbitrage : Mário Silveira Vianna | Spectateurs : 80 000 Arbitrage : Mário Silveira Vianna |

| 10 février 1946 | Argentine       | 2 – 0 | Brésil | Stade Monumental (Buenos Aires)                  |                                                  |
| | Méndez 38e, 55e | (1 - 0) |        | Spectateurs : 80 000 Arbitrage : Nobel Valentini | Spectateurs : 80 000 Arbitrage : Nobel Valentini |
| Vacca - Salomón ( 30e Marante), Sobrero - Fonda, Strembel ( 30e Ongaro), Pescia - De la Mata ( 30e), Méndez, Pedernera, Labruna, Loustau | Équipes         | Luiz Borracha - Domingos da Guia, Norival - Zezé Procópio, Danilo, Jaime de Almeida ( Rui) - Tesourinha ( Eduardo Lima), Zizinho ( Ademir), Heleno, Jair, Chico ( 30e) |        | Spectateurs : 80 000 Arbitrage : Nobel Valentini | Spectateurs : 80 000 Arbitrage : Nobel Valentini |

| Copa América 1946 - Vainqueur Argentine 8e titre |